# James Lowther, 1. Viscount Ullswater

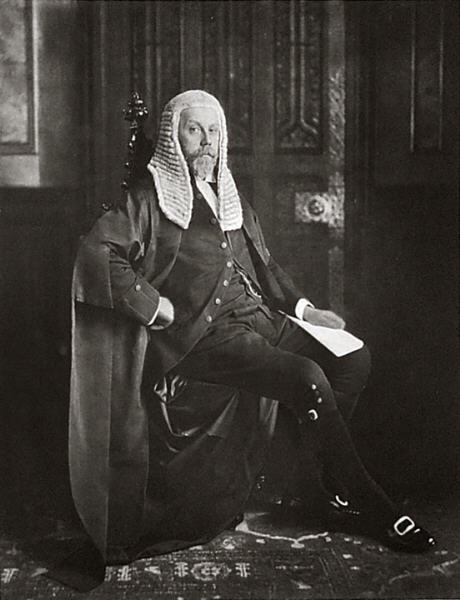
James Lowther, 1. Viscount Ullswater

James William Lowther, 1. Viscount Ullswater (* 1. April 1855 in London; † 27. März 1949) war ein britischer Politiker der Liberal Party und Sprecher des Unterhauses (House of Commons).

## Familie und berufliche Laufbahn
Lowther entstammte einer politisch aktiven Familie. Sein Großvater William Lowther, 1. Earl of Lonsdale, sowie sein Vater William Lowther, sein jüngerer Bruder Generalmajor Cecil Lowther sowie sein Sohn Christopher William Lowther waren selbst mehrere Jahre Unterhausabgeordnete.
Nach der Schulausbildung am Eton College absolvierte er ein Studium der Rechtswissenschaften am King’s College London sowie am Trinity College (Cambridge). 1879 erfolgte seine Zulassung zum Barrister. 1906 wurde er Seniormitglied (Bencher) einer der vier traditionellen Anwaltskammern (Inns of Court), dem so genannten Inner Temple.

## Politische Laufbahn

### Abgeordneter
Er begann seine politische Laufbahn bereits 1883 mit der Wahl zum Abgeordneten des Unterhauses. Dort vertrat er bis 1885 zunächst die Interessen des Wahlkreises Rutland. 1885 kandidierte er erfolglos für den Wahlkreis Penrith and Cockermouth (Mid Cumberland), wurde aber 1886 für den Wahlkreis Penrith gewählt. Diesen Wahlkreis vertrat er bis zu dessen Auflösung 1918 im Unterhaus. Von 1918 bis 1921 war er schließlich Abgeordneter des Unterhauses für den neu geschaffenen Wahlkreis Penrith and Cockermouth. 1887 war er kurzzeitig Vorsitzender der dem Unterhaus unterstehenden Wohlfahrtskommission (Charity Commission).

### Parlamentssprecher
1889 wurde er Stellvertretender Vorsitzender des Haushaltsausschusses. Nachdem er 1891 bis 1892 Unterstaatssekretär im Außenministerium (Foreign Office) und als solcher Teilnehmer an einer Internationalen Konferenz in Venedig 1892 war, wurde er 1895 für zehn Jahre zunächst Vorsitzender des Haushaltsausschusses (Ways and Means) und damit zugleich Erster Stellvertretender Sprecher des Unterhauses. 1898 wurde er zum Mitglied des Privy Council (PC) berufen.
Im Anschluss daran wurde er 1905 als Nachfolger von William Gully Sprecher (Speaker) des House of Commons. Dieses Amt übte er bis zu seinem Rücktritt 1921 aus. Nachfolger als Unterhaussprecher wurde John Henry Whitley.
Als Speaker ist von ihm das Zitat überliefert:
„There are three golden rules for Parliamentary speakers: Stand up. Speak up. Shut up.“ („Es gibt drei goldene Regeln für parlamentarische Redner: Erheb dich! Sprich lauter! Halt den Mund!“) (1917)
Während seiner Amtszeit als Unterhaussprecher war er während des Ersten Weltkrieges auch 1914 Vorsitzender der Buckingham Palace-Konferenz über die Teilung von Ulster, 1916 bis 1917 Vorsitzender der Konferenz zur Wahlrechtsreform, 1917 Vorsitzender der Kommission zur Festlegung der Grenzen zwischen Großbritannien und Irland. Nach dem Ersten Weltkrieg war er in seiner Funktion als Speaker 1918 auch Vorsitzender einer Königlichen Kommission sowie 1919 einer Konferenz zur Regionalisierung.

### Mitglied des Oberhauses und sonstige öffentliche Ämter
Nach seinem Rücktritt als Speaker wurde er 1921 in den erblichen Adelsstand erhoben. Er führte daraufhin den Titel eines Viscount Ullswater, of Campsea Ashe in Suffolk, und gehörte als solcher dem Oberhaus (House of Lords) an.
Er blieb auch als Mitglied des Oberhauses eine geachtete politische Persönlichkeit. Er war 1921 bis 1922 Vorsitzender der Königlichen Kommission über die Regierung von London, 1923 bis 1924 der Bewertungskommission für politische Ehrungen sowie 1923 der Satzungskommission der Universität Cambridge. Zwischen 1922 und 1931 war er einer der Treuhänder (Trustee) des Britischen Museums. 1924 war er auch Vertreter Großbritanniens auf der Internationalen Konferenz über Auswanderung in Rom. 1925 bis zu seinem Tode war er des Weiteren Treuhänder der National Portrait Gallery (London).
1929 bis 1930 war er Vorsitzender des Gemeinsamen Komitees des Ober- und Unterhauses über die Wahlrechtsreform. Von 1930 bis 1940 war er Vorsitzender der Behörde zur Bestimmung der Agrarpreise sowie 1935 des BBC-Untersuchungsausschusses.

## Auszeichnungen
1921 wurde er als Knight Grand Cross des Order of the Bath (GCB) ausgezeichnet. Daneben verliehen ihm die Universität Oxford einen Ehrendoktortitel der Rechtswissenschaften (LL.D.) und die Universität Cambridge sowie die Universität Leeds Ehrendoktortitel des Zivilrechts (DCL).

## Veröffentlichungen
- "A Speaker‘s Commentaries", Zwei Bände, London 1925